# Johann Maria Hildebrandt
Johann Maria Hildebrandt (19 mars 1847 - 29 mai 1881) est un botaniste prussien, fils de Theodor Hildebrandt. Ses publications sont signées « Hildebrandt ».

## Jeunesse
Il se penche très tôt sur la construction mécanique, mais une explosion provoque la perte de son œil droit et il se tourne vers l'horticulture. Il travaille dans le jardin botanique de Halle et dans le jardin botanique de Berlin.

## Explorations
En 1872, il se rend en Afrique, en particulier en Égypte et voyage au sein de l'expédition de Werner Munzinger dans les régions de l'Afar et de la Somalie. De retour d'un voyage de repos aux Indes orientales, il découvre Zanzibar et retourne en Somalie. Il rentre en Europe en 1874 puis retourne de nouveau en Afrique explorer entièrement les Comores. En 1875, il tente d'atteindre le Kilimandjaro et le mont Kenya, où il retourne en 1877 mais échoue à trois jours de marche du sommet.
Auteur de nombreuses découvertes, mais affaibli par la fièvre, Hildebrandt rentre en Allemagne en novembre 1877 et vit à Berlin jusqu'en 1879.
Par la suite, il part à Madagascar où il découvre une espèce de palmier jusque-là inconnue, le Bismarckia (Bismarckia nobilis), qu'il nomme d'après le fondateur de l'Empire, Otto von Bismarck. En 1880, guéri d'une nouvelle maladie, il commence un voyage à l'intérieur de l'île. Il explore les forêts de montagne et mène une expédition dans les monts Ankaratra. Tout juste de retour à Antananarivo, il meurt le 29 mai 1881.